# Kevin Sullivan (wrestler)
Kevin Francis Sullivan (Cambridge, 26 ottobre 1949 – Concord, 9 agosto 2024) è stato un wrestler statunitense, famoso per aver lottato nella World Championship Wrestling negli anni Ottanta e Novanta.

## Carriera

### Primi anni

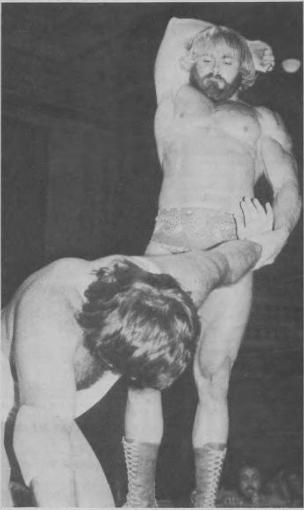
Sullivan vs Jerry Lawler nel 1981

Kevin Sullivan debuttò nel mondo del wrestling nel 1971 combattendo con il nome Johnny West in federazioni come la NWA, dove vinse il titolo NWA Gulf Coast Tag Team insieme a Ken Lucas, sconfiggendo Jack Morrell & Eddie Sullivan, e il titolo di coppia NWA Florida nel 1972 (con Mike Graham). Passò quindi alla WWWF come Face mid-card (dal 1974 al 1977). Ebbe un raro (per l'epoca) feud face contro face con Pete Sanchez. Dopo un breve periodo nella NWA San Francisco, Sullivan passò alla NWA Georgia Championship Wrestling dove rimase un "buono" fino al 1981. Il suo primo turn heel ebbe luogo a Memphis dove insieme a Wayne Ferris (The Honky Tonk Man) e al manager Jimmy Hart iniziò a scontrarsi con beniamini locali come Jerry Lawler.

### Championship Wrestling From Florida

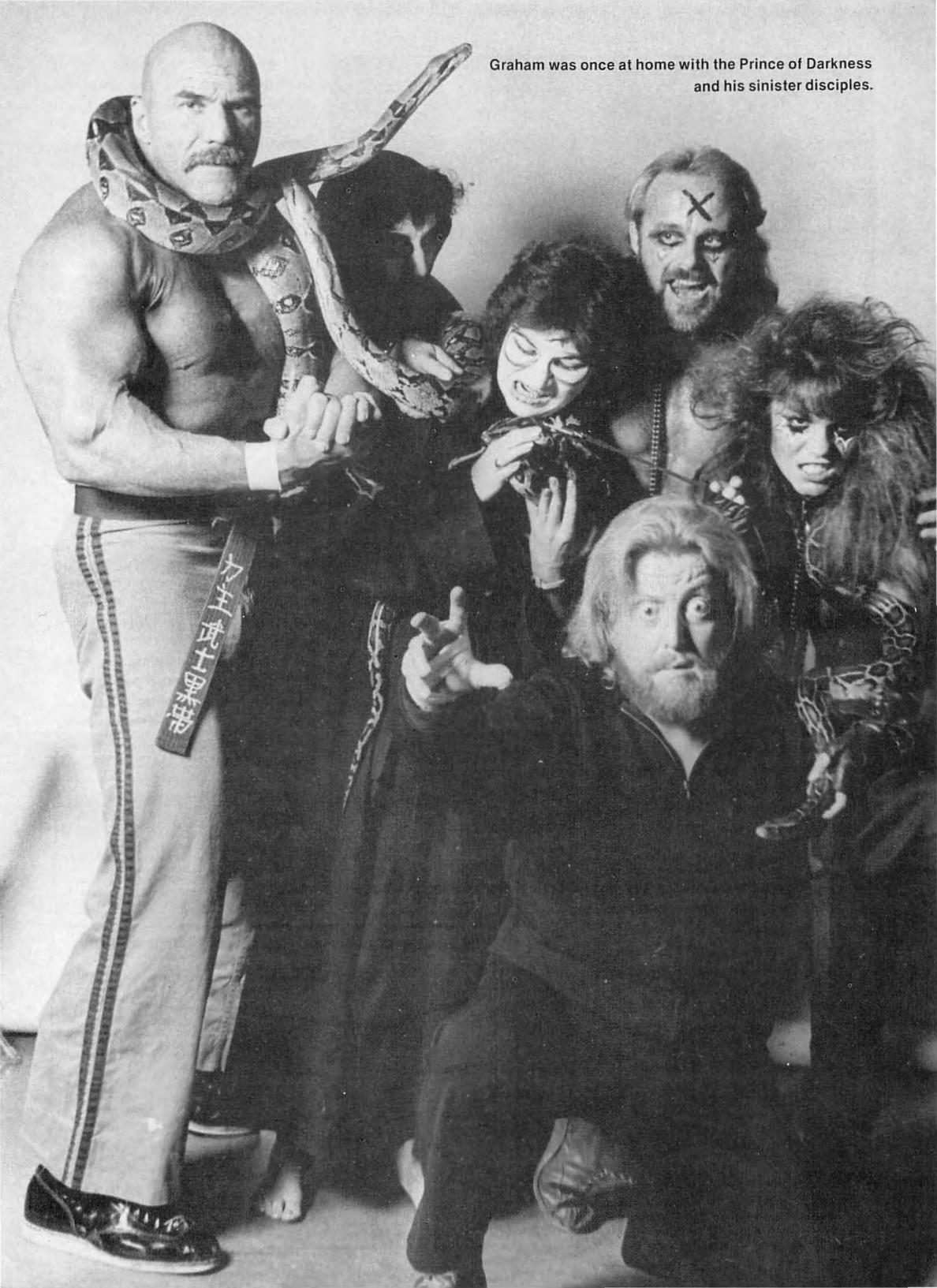
La fazione Army of Darkness nel 1984

Conosciuto con il ring name Boston Battler, la gimmick da "satanista" di Sullivan iniziò in questo periodo. In CWF il suo nome venne spesso associato a "Maniac" Mark Lewin (Purple Haze), Bob Roop, The Lock e Luna Vachon nella stable heel "Army of Darkness". Sullivan iniziò anche a lottare nella International Championship Wrestling portandosi dietro la gimmick oltre che Lewin & Roop. La sua valletta fu Fallen Angel, successivamente conosciuta come Woman. Sullivan divenne il top heel della ICW, e lì ebbe importanti feud con Austin Idol, Superstar Billy Graham, Bruiser Brody, Joe Savoldi e Blackjack Mulligan.

### Jim Crockett Promotions/World Championship Wrestling (1987–1992)

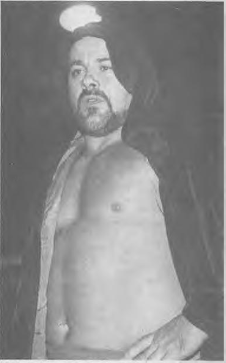
Kevin Sullivan nel 1987

Sullivan formò la stable Varsity Club appena arrivato in NWA insieme a Mike Rotunda e Rick Steiner. Iniziò quindi un feud immediato con Jimmy Garvin perché Sullivan "voleva" la moglie di Garvin, Precious. Il feud durò a lungo e Sullivan, nel corso dello stesso, arrivò anche a rompere una gamba (kayfabe) a Garvin. Steiner lasciò il gruppo venendo sostituito da "Dr. Death" Steve Williams e Dan Spivey. Seguirono altri feud con Dusty Rhodes, Road Warriors, Rick Steiner, e Eddie Gilbert. Sullivan attaccò perfino la moglie di Gilbert, Missy Hyatt. Alla fine del 1989, il Varsity Club si sciolse, e Sullivan formò gli "Slaughterhouse" con Cactus Jack e Buzz Sawyer per una faida con Rotunda. Dopo una breve pausa, tornò nel 1991 come manager di One Man Gang, Black Blood, e Angel of Death. Raparono a zero El Gigante durante un feud che lo vide contrapposto a Gang per il primato di "vero gigante della WCW". Sullivan impersonò anche il mascherato Great Wizard che fu per breve tempo il manager di Oz. Quando nell'agosto 1991 il suo contratto in WCW terminò, Kevin andò a lottare in Giappone, nella Frontier Martial-Arts Wrestling. In seguito si spostò nella W*ING.

### Smoky Mountain Wrestling (1992–1994)
Sullivan ebbe anche una rivalità con "Primetime" Brian Lee, e dopo ogni incontro di Lee, iniziò a comparire una lapide in miniatura a bordo ring. Durante il feud Sullivan prese a farsi chiamare The Master e si avvalse dell'aiuto di The Nightstalker e The Mongolian Mauler per avere la meglio su Lee. Quando Lee sconfisse Nightstalker, egli si trovò finalmente faccia a faccia con The Master che si rivelò essere Sullivan e gli gettò una "palla di fuoco" sul volto. Lee in seguito si vendicò di Sullivan in un Singapore Spike Match. Sullivan lasciò la SMW nel marzo 1994 poco tempo dopo aver perso un match con Ron Garvin per squalifica.

### ECW (1993-1994)
Nel 1993 debuttò nella ECW in squadra con The Tazmaniac e i due ebbero un feud con i Public Enemy. Dopo aver sciolto l'alleanza con Tazz, Sullivan ebbe un violento feud con Abdullah the Butcher.

### Ritorno in WCW (1994-2001)
Tornando in WCW formò un tag team con il "fratello" Dave Sullivan (il quale aveva la gimmick di un dislessico). Più tardi vinse il titolo di coppia dai Nasty Boys (Brian Knobbs e Jerry Sags) insieme a Cactus Jack ma i due persero successivamente i titoli a WCW Fall Brawl. Con il ritorno di suo fratello ebbe inizio un feud con Hulk Hogan, con Sullivan che formò poi una squadra con John Tenta e The Zodiac chiamato "3 Faces of Fear". La faida finì quando i 3FOF vennero battuti da Hogan, Randy Savage e Sting. Nel 1995 Sullivan, ribattezzatosi The Taskmaster, prese la gimmick di un maestro di magia nera e formò una nuova stable (conosciuta come "The Dungeon of Doom"). Fecero parte del gruppo Kamala, The Barbarian, Meng, lo Yeti, Hugh Morrus, One Man Gang, Lex Luger, The Shark e The Zodiac, riprendendo una nuova faida con Hulk Hogan terminata poi una volta per tutte in un WarGames Match contro il Team Hulkamaniacs. Successivamente Sullivan formò un'alleanza con Brian Pillman e i Four Horsemen chiamata "Alliance to End Hulkamania" ("l'alleanza per porre fine all'Hulkamania"). Sullivan e Chris Benoit (Membro dei 4H) cacciarono dal gruppo Brian Pillman, facendo partire una faida contro quest'ultimo durata fino a quando Benoit tradì Sullivan per aiutare Pillman e da questo evento nacque una rivalità con il canadese che finì in un Retirement Match vinto da Benoit, costringendo quindi Sullivan a ritirarsi.
Dal 2000 divenne booker della WCW insieme ai colleghi Ed Ferrara e Vince Russo e rimase in federazione fino a quando la federazione venne comprata dalla WWE.

### Circuito indipendente (2002-2019)
Nel 2003 apparve a sorpresa in TNA come creatore del Clockwork Orange House of Fun Match. Nel periodo 2003-2004 lavorò per la All World Wrestling League/Big Time Wrestling.

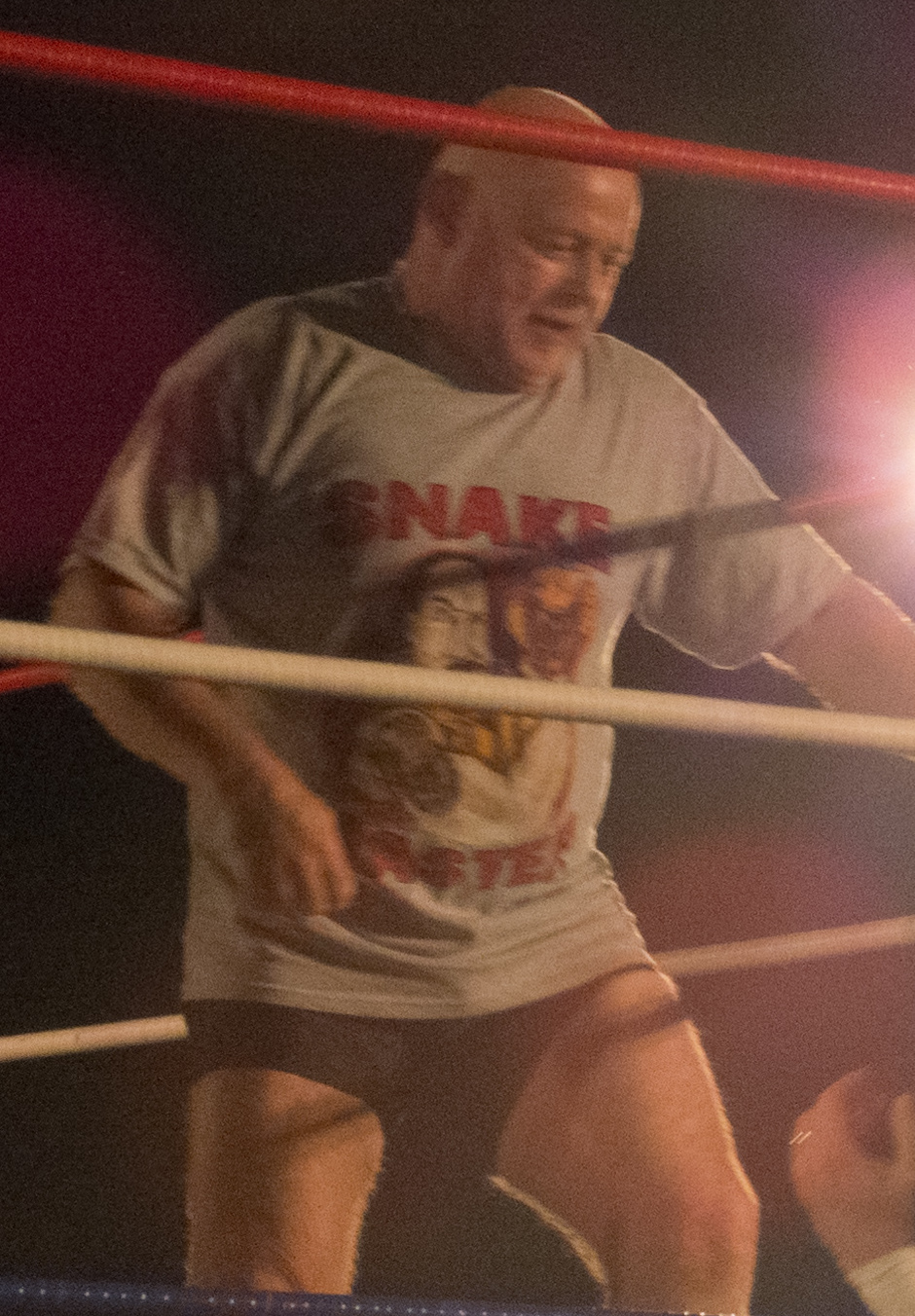

Nel 2012 tornò sul ring per combattere nella Pacific Northwest insieme a suo nipote Dash Venture e Ron Von Hess (fratellastro di Dash e figlio di Kurt Von Hess). Insieme vinsero il titolo AIWF World Six-Man Championship. Il 28 aprile 2012 Sullivan, inizialmente mascherato, fece un'apparizione a sorpresa durante il match Shane Douglas vs. 2 Cold Scorpio svoltosi nella Extreme Reunion di Philadelphia. Prese parte come sé stesso alla sequenza d'apertura del film Pro Wrestlers vs Zombies del 2013.
Il 26 giugno 2014 Kevin Sullivan in coppia con Ace Perry e Christian Skyfire sconfisse John Wayne Murdoch, Reed Bentley e Tripp Cassidy nel main event dell'evento Evolution Pro Wrestling. Il 26 giugno 2016 apparve nel PPV della Ring Of Honor Best In The World aiutando BJ Whitmer a sconfiggere Steve Corino.

## Vita privata
In un perfetto esempio di kayfabe (le storyline inventate del wrestling) tramutatesi in realtà, la moglie di Sullivan, Nancy, lo lasciò in favore del suo rivale, Chris Benoit. Alla fine degli anni Novanta, Sullivan ideò un angle dove Nancy, sua manager e conosciuta nel ring come "Woman", lo avrebbe tradito per mettersi con Benoit. Sullivan insistette sul fatto che i due viaggiassero insieme durante le trasferte, che dividessero le stesse stanze d'hotel e che si tenessero per mano in pubblico in modo da preservare la kayfabe e far sembrare più vero il tutto. Alla fine Nancy si innamorò veramente di Benoit e lo sposò nel 2000. Avendo quindi la realtà imitato la finzione, Sullivan e Benoit ebbero un contenzioso nel backstage circa la questione, e Benoit sconfisse Sullivan in un Retirement Match a Bash at the Beach nel 1997. Benoit, comunque, ammise di provare una certa dose di rispetto per Sullivan, affermando nel DVD Hard Knocks: The Chris Benoit Story che Sullivan non si permise mai delle libertà nel ring durante il loro feud, agendo sempre da grande professionista pur covando del rancore reale nei suoi confronti per aver distrutto il suo matrimonio. In seguito Sullivan espresse sentimenti di sincero cordoglio verso Chris e Nancy dopo la tragica morte dei due nel giugno 2007.
Kevin Sullivan morì a Concord, in Massachusetts, il 9 agosto 2024 all'età di 74 anni a causa dei recenti problemi di salute.

## Personaggio

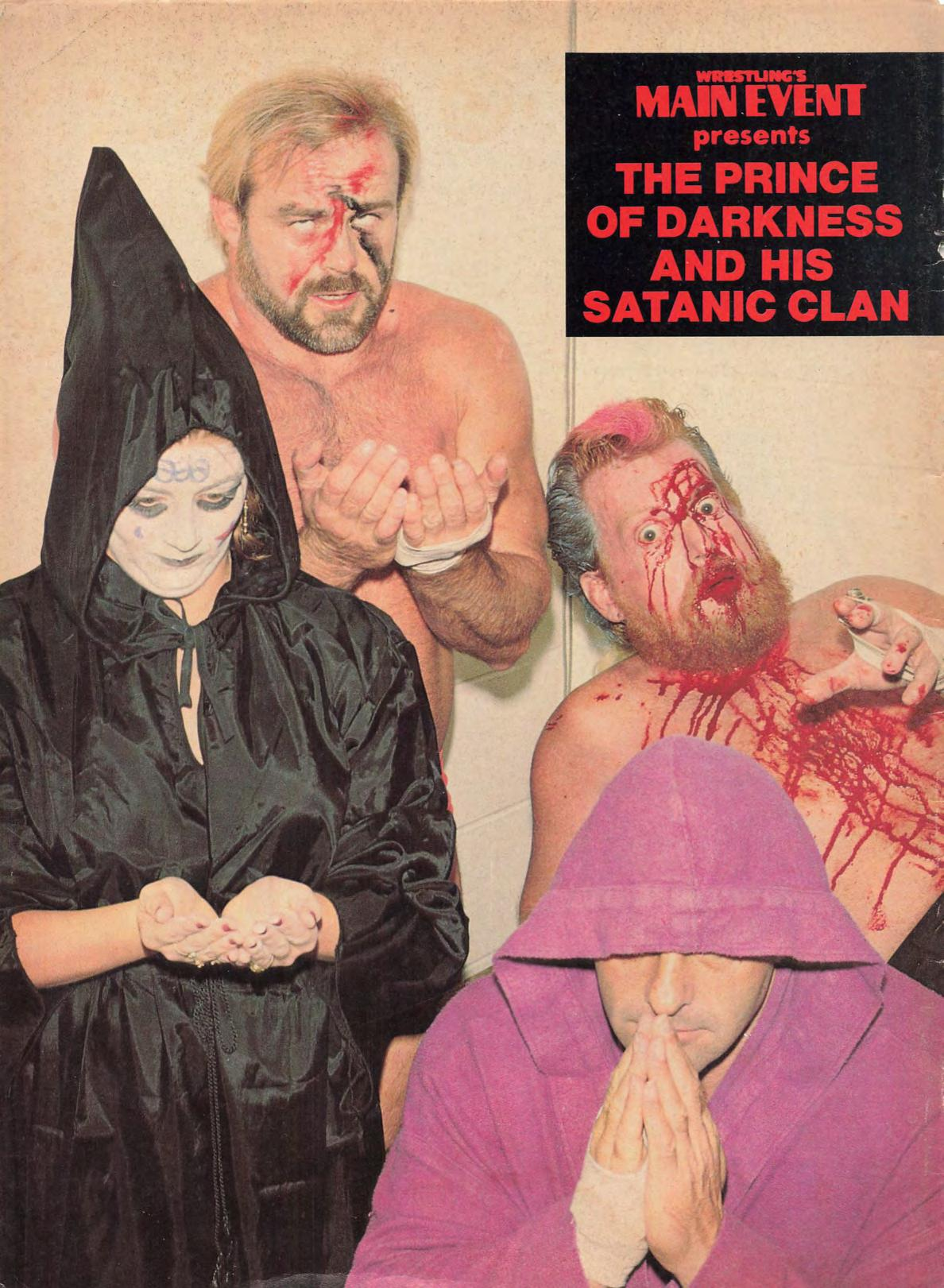
Kevin Sullivan e Army of Darkness (1985)

### Mosse finali
- Devil's Stomp (Double Foot Stomp)
- Figure Four Leg-lock

### Manager
- Jacqueline
- Jimmy Hart[6]
- Leia Meow
- Luna
- Oliver Humperdink[7][8]
- Woman

### Wrestler assistiti
- Black Blood
- Oz

## Titoli e riconoscimenti
- Central States Wrestling
  - NWA World Tag Team Championship (Central States version) (1) – con Ken Lucas[9]

- Century Wrestling Alliance
  - CWA Heavyweight Championship (1)[10]

- Championship Wrestling from Florida
  - NWA Florida Heavyweight Championship (1)[11]
  - NWA Florida Tag Team Championship (2) – con Mike Graham[12]
  - NWA Southern Heavyweight Championship (Florida version) (4)[13]

- Eastern Championship Wrestling
  - ECW Tag Team Championship (1) – con The Tazmaniac1[14]

- Georgia Championship Wrestling
  - NWA Georgia Junior Heavyweight Championship (2)[15]
  - NWA Georgia Tag Team Championship (1) – con Tony Atlas[16]
  - NWA National Television Championship (2)[17]

- Gulf Coast Championship Wrestling / Southeastern Championship Wrestling
  - NWA Southeast Continental Heavyweight Championship (2)[18]
  - NWA Southeastern Tag Team Championship (2) – con Ken Lucas
  - NWA Southeastern United States Junior Heavyweight Championship (2)[19]
  - NWA United States Tag Team Championship (Gulf Coast version) (1) – con Ken Lucas[20]

- Jim Crockett Promotions / World Championship Wrestling
  - NWA United States Tag Team Championship (1) – con "Dr. Death" Steve Williams[21]
  - WCW World Tag Team Championship (1) – con Cactus Jack[22]

- NWA Hall of Fame
  - Classe del 2014
- New England Pro Wrestling Hall of Fame
  - Classe del 2013[23]
- NWA Mid-America / Continental Wrestling Association
  - NWA Mid-America Television Championship (1)[24]
  - NWA Southern Tag Team Championship (Mid-America version) (1) – con Len Rossi[25]
  - NWA World Tag Team Championship (Mid-America version) (2) – con Robert Fuller (1), e Mike Graham (1)[26]

- Pro Wrestling Illustrated
  - PWI Most Improved Wrestler of the Year (1981)
  - 58º nella lista dei migliori 500 wrestler nei PWI 500 del 1994[27]
  - 106º nella lista dei migliori 500 wrestler nei "PWI Years" del 2003[28]

- Southern Championship Wrestling
  - NWA Southern Heavyweight Championship (Tennessee version) (1)[29]

- Southwest Championship Wrestling
  - SCW Southwest Heavyweight Championship (1)[30]

- Wrestling Observer Newsletter awards
  - Worst Worked Match of the Year (1996) con Arn Anderson, Meng, The Barbarian, Ric Flair, Lex Luger, Z-Gangsta & The Ultimate Solution vs. Hulk Hogan & Randy Savage, WCW Uncensored, Towers of Doom Match, Tupelo, MS, 24 marzo

1Anche se Sullivan & The Tazmaniac vinsero i titoli per due volte, solo il primo regno viene ufficialmente riconosciuto dalla WWE.